# Áger
Áger(oficialmente y en catalán Àger)es un municipio español situado en la comarca de la Noguera, provincia de Lérida, comunidad autónoma de Cataluña.

## Geografía

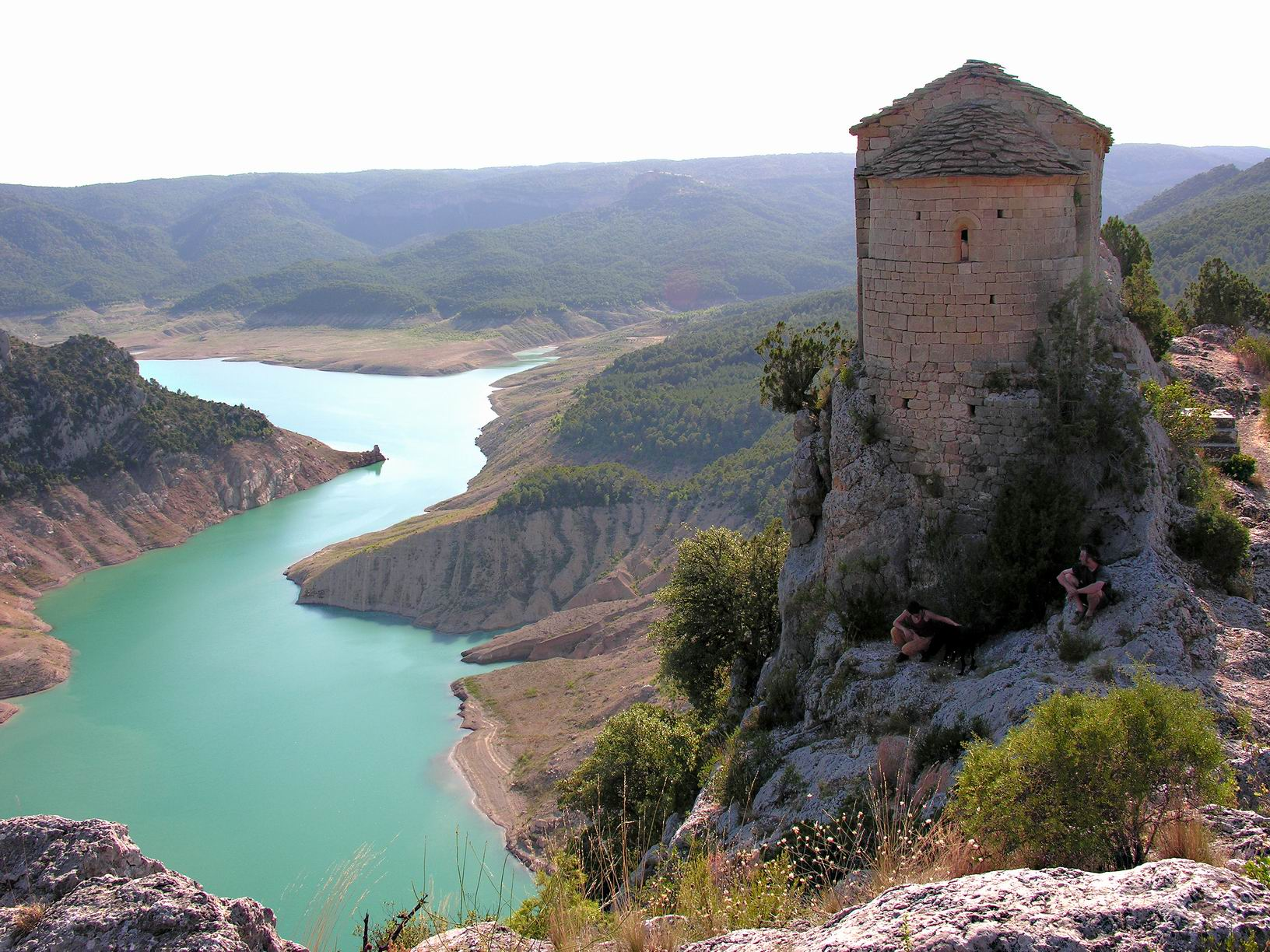
Ermita de la Mare de Déu de la Pertusa, Corsá.

La villa de Áger se encuentra situada en el medio del valle homónimo, en la zona prepirenaica al norte de la comarca de la Noguera. Áger está limitado al norte por la sierra del Montsec, al sur por la sierra de Montclús, al este por el río Noguera Pallaresa y al oeste por el río Noguera Ribagorzana. Esta situación geo-estratégica, como si de una fortaleza se tratara, influirá decisivamente en su historia. La cima más alta se encuentra en la sierra del Montsec, en Sant Alís con 1678 m s. n. m.

## Localidades
| Entidades de población  | Habitantes (2020) |
| ----------------------- | ----------------- |
| Àger                    | 393               |
| Agulló                  | 45                |
| Corsá                   | 24                |
| Fontdepou               | 13                |
| Masos de Millà (els)    | 11                |
| Millà                   | 6                 |
| Regola (la)             | 19                |
| Sant Josep de Fontdepou | 48                |
| Vilamajor               | 24                |

## Geografía humana

### Demografía
Cuenta con una población de 602 habitantes (INE 2024).
| Gráfica de evolución demográfica de Àger entre 1842 y 2021 |
| |
| Población de derecho según los censos de población del INE Población de hecho según los censos de población del INEEn estos censos se denominaba Ager y Fondepont: 1842 En estos censos se denominaba Áger: 1857, 1860, 1877, 1887, 1897, 1900, 1910, 1920, 1930, 1940, 1950, 1960, 1970 y 1981 Entre el censo de 1857 y el anterior, crece el término del municipio porque incorpora a 255004 (Agulló), 255237 (Millá), 255308 (Regola) |

| 2136                       | 1552 | 1105 | 619 | 491 |
| (Fuente: [cita requerida]) |      |      |     |     |

## Administración y política
| Periodo   | Nombre                          | Partido                                                |
| --------- | ------------------------------- | ------------------------------------------------------ |
| 1979-1983 | Francisco Javier Sagarra Subira | Agrupació Independent de Progressistes i Nacionalistes |
| 1983-1987 | Francisco Javier Sagarra Subira | Agrupació Independent de Progressistes i Nacionalistes |
| 1987-1991 | Francisco Javier Sagarra Subira | Agrupació Independent de Progressistes i Nacionalistes |
| 2003-2007 | Jordi Sentenach Ferré           | CiU                                                    |
| 2007-2011 | Lluís Ardiaca Montardit         | IpÀ-AM                                                 |
| 2011-2015 | Lluís Ardiaca Montardit         | IpÀ-AM                                                 |
| 2015-2019 | Lluís Ardiaca Montardit         | IpÀ-AM                                                 |
| 2019-2023 | Mireia Burgués Novau            | Junts per Àger                                         |
| 2023-act. | Mireia Burgués Novau            | Junts per Àger                                         |
|           | Mireia Burgués Novau            | Junts per Àger                                         |
|           | Mireia Burgués Novau            | Junts per Àger                                         |

## Monumentos y lugares de interés

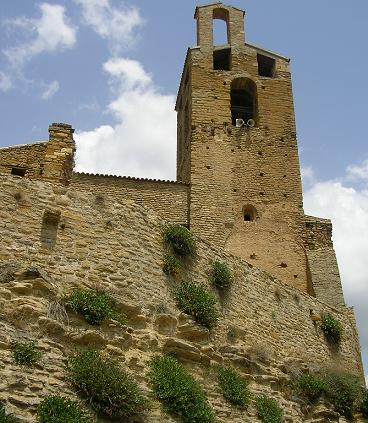
Colegiata de San Pedro.

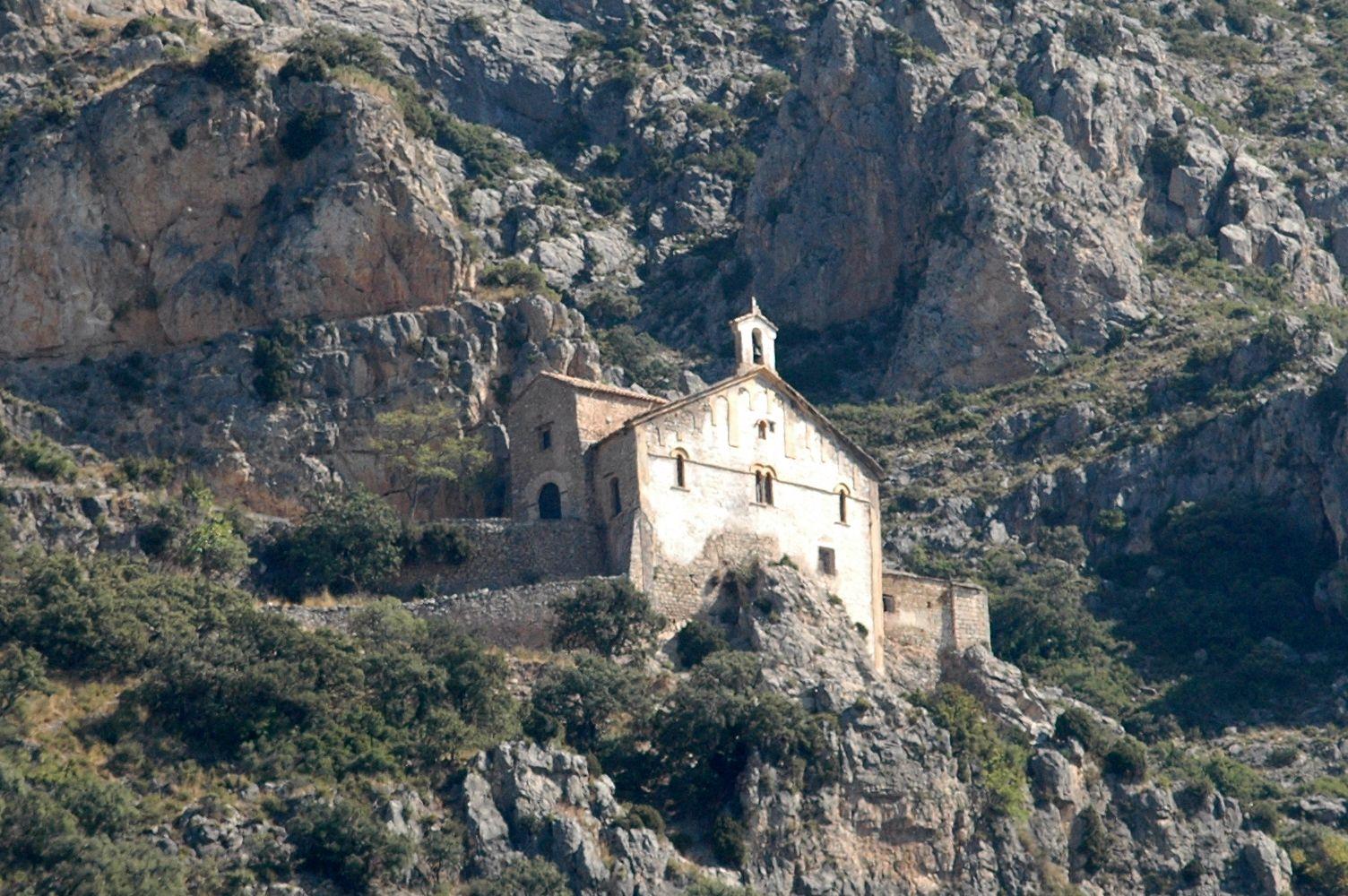
Virgen de Piedra en Áger.

El punto más alto de la villa lo ocupan los restos del conjunto monumental de la Colegiata de San Pedro de Áger que incluye el castillo. Áger surgió alrededor de esta fortaleza erigida por Arnal Mir de Tost en el siglo XI, en plena Reconquista, sobre las ruinas de un antiguo castillo romano. El claustro de la colegiata, en la cual habitaba una comunidad de canónigos, es de los siglos XIV-XV.
De la época romana se conserva una puerta de la vía romana del siglo II y un sarcófago que actualmente se encuentra en la iglesia de Sant Vicenç. En la misma iglesia se halla también la Mare de Deu de Colobor, trasladada desde el santuario que tiene este nombre y que se encuentra en la sierra del Montsec.
En las cercanías hay otras ermitas, como la de Santa Elena, del siglo XV, y la de la Mare de Déu de Pedra, que conserva el templo románico del siglo XI al lado de la edificación actual, que data del siglo XVII.
Además, repartidos por el resto de localidades que conforman el municipio hay otros lugares de interés cultural, como la ermita de la Mare de Déu de la Pertusa en f o la ermita de la Santísima Trinidad, en Règola.
A unos 6 km de Áger encontramos un pequeño pueblo llamado Fontdepou que tiene unos 16 habitantes. Está situado a 820 m de altura y se encuentra limitado al norte por la sierra del Montsec, al sur por la sierra del Monclús, al este por el río Noguera Pallarés y al oeste por el río Noguera Ribagorzana.
Los lugares de interés de este pequeño pueblo pero al mismo tiempo acogedor son:
- Iglesia: construida en el siglo XI y posteriormente restaurada, dedicada a San José aunque hasta el siglo XX lo estuvo a San Macario.
- Torre de vigilancia: datada en los siglo X-XI, parte de una pequeña fortaleza andalusí que el conde Arnal Mir de Tost conquistó en 1042, juntamente con todo el valle de Àger.
- Vía Romana: datada en el s. II, vía de paso entre Ilerda y los asentamientos romanos de la zona.